# 詩色の季節
「詩色の季節 －KYOKOⅡ－」（うたいろのとき）は、1982年12月16日に発売された小泉今日子の2枚目のオリジナル・アルバム。

## 概要
帯コピー：キョンキョンからの愛色めっせーじ!! 待望のセカンド・アルバム完成!
シングル「ひとり街角」を収録。漫画家の大山和栄が、デビュー当時に小泉をイメージしたイラストを描いた縁からB面の5曲の作詞を担当しており、B面のみ ″ミニ・ストーリー「愛色めっせーじ」″ というコンセプトが設けられている。また、アルバムのライナーノーツには大山が手掛けたイラストが多数描かれている。
2007年7月25日には、「ひとり街角」のB面曲「Teenageどりーむ」が追加収録された『詩色の季節+1』が紙ジャケット仕様でリリースされた。

## 収録曲

### LP / CT
| #  | タイトル               | 作詞         | 作曲           | 編曲     | 時間 |
| -- | ---------------------- | ------------ | -------------- | -------- | ---- |
| 1. | 「ひとり街角」         | 三浦徳子     | 馬飼野康二     | 竜崎孝路 | 3:06 |
| 2. | 「白い秋桜」           | 荒木とよひさ | 穂口雄右       | 穂口雄右 | 3:45 |
| 3. | 「林檎のきもち」       | 鈴木隆子     | 穂口雄右       | 穂口雄右 | 3:44 |
| 4. | 「テレフォン・デート」 | 荒木とよひさ | 穂口雄右       | 穂口雄右 | 2:57 |
| 5. | 「オリーブの髪かざり」 | 荒木とよひさ | 鈴木キサブロー | 萩田光雄 | 3:05 |

| 全作詞: 大山和栄、全編曲: 萩田光雄。 |                                      |          |                |      |
| #                                    | タイトル                             | 作詞     | 作曲           | 時間 |
| 1.                                   | 「詩色の季節の中」                   | 大山和栄 | たきのえいじ   | 4:10 |
| 2.                                   | 「独り遊戯」                         | 大山和栄 | 萩田光雄       | 3:55 |
| 3.                                   | 「涙のびんづめ」                     | 大山和栄 | 鈴木キサブロー | 4:01 |
| 4.                                   | 「愛色めっせーじ」(補作詞：森雪之丞) | 大山和栄 | 萩田光雄       | 3:08 |
| 5.                                   | 「Please Love Me」                   | 大山和栄 | 三木たかし     | 3:49 |

### 詩色の季節+1
- 2007年7月25日発売。デジタルリマスター盤・紙ジャケット仕様。ボーナス・トラックとして新たに1曲追加収録された[4]。

| #   | タイトル                             | 作詞         | 作曲           | 編曲     | 時間 |
| --- | ------------------------------------ | ------------ | -------------- | -------- | ---- |
| 1.  | 「ひとり街角」                       | 三浦徳子     | 馬飼野康二     | 竜崎孝路 | 3:06 |
| 2.  | 「白い秋桜」                         | 荒木とよひさ | 穂口雄右       | 穂口雄右 | 3:45 |
| 3.  | 「林檎のきもち」                     | 鈴木隆子     | 穂口雄右       | 穂口雄右 | 3:44 |
| 4.  | 「テレフォン・デート」               | 荒木とよひさ | 穂口雄右       | 穂口雄右 | 2:57 |
| 5.  | 「オリーブの髪かざり」               | 荒木とよひさ | 鈴木キサブロー | 萩田光雄 | 3:05 |
| 6.  | 「詩色の季節の中」                   | 大山和栄     | たきのえいじ   | 萩田光雄 | 4:10 |
| 7.  | 「独り遊戯」                         | 大山和栄     | 萩田光雄       | 萩田光雄 | 3:55 |
| 8.  | 「涙のびんづめ」                     | 大山和栄     | 鈴木キサブロー | 萩田光雄 | 4:01 |
| 9.  | 「愛色めっせーじ」(補作詞：森雪之丞) | 大山和栄     | 萩田光雄       | 萩田光雄 | 3:08 |
| 10. | 「Please Love Me」                   | 大山和栄     | 三木たかし     | 萩田光雄 | 3:49 |

| #   | タイトル            | 作詞   | 作曲           | 編曲     | 時間 |
| --- | ------------------- | ------ | -------------- | -------- | ---- |
| 11. | 「Teenageどりーむ」 | Hearts | 鈴木キサブロー | 萩田光雄 | 3:31 |

### 備考
1. ひとり街角
3rdシングル表題曲。
2. Teenageどりーむ
「ひとり街角」B面曲。

## 参考資料
- 小泉今日子『詩色の季節+1』（ライナーノーツ）ビクターエンタテインメント、2007年7月25日。VICL-62437。